# トゥームレイダー
トゥームレイダー (Tomb Raider) は、シリーズ1作目を1996年にイギリスのゲーム会社 Core Design が制作し、アイドスが発売したアクションアドベンチャーゲーム、及びその後の作品へと続くコンピュータゲームシリーズの名称。
開発は6作目『美しき逃亡者』までが Core Design 、7作目『レジェンド』以降は当時スクウェア・エニックス・ホールディングス傘下だったアメリカ合衆国のCrystal Dynamicsが担当している。リブート2作目『ライズ』はマイクロソフトが販売を担当。全世界シリーズ累計出荷・ダウンロード販売本数は2021年時点で8,500万本以上に達している。
2022年9月に版権がスクウェア・エニックス・ホールディングスからスウェーデンに本拠地があるEmbracer Groupへ譲渡された。同年9月9日にEmbracer Group傘下となったCrystal Dynamicsが権利の取得を発表。以降の日本展開は同じくEmbracer Group傘下でアメリカのゲーム会社Aspyrが担当している。
なお、タイトルの「トゥームレイダー（tomb raider）」は、墓に侵入して貴重品や骨董品を持ち帰る者を意味し、1950年代のニューヨークタイムズから用例が見られる。

## 概要
トレジャーハンターのララ・クロフト（Lara Croft、シリーズ初期の日本語版ではレイラ・クロフトと表記）が世界各地の遺跡で冒険を繰り広げるアクションアドベンチャーゲームである。三人称視点3Dアクションゲームの先駆けとなった。原案を出した生みの親は、トビー・ガード。開発当初、主人公は男性キャラクターとして製作が進んでいたが、インディアナ・ジョーンズに見えてしまうという理由から、思い切って女性キャラクターに設定を変更したところ、ララの「強い女性」というイメージが印象を残し、後の大ヒットへと繋がることになる。
北米、西欧では非常に人気が高く、アンジェリーナ・ジョリー主演で映画化され、彼女自身の出世作にもなった。ゲームの人気もあるが、特にヒロインのララ・クロフトがゲームの主人公の域を超えた人気キャラクターとなっており、テレビ出演、雑誌のグラビア、フランスでは切手、新種のチューリップの名前、ロックバンド「U2」のツアー内登場など、多方面にわたる影響を与えており、「ゲームヒロインとして最も成功した人間の女性」としてギネス・ワールド・レコーズに認定された。
日本における発売元はビクターインタラクティブソフトウェア、カプコン、スパイク、スクウェア・エニックス（旧エニックス時代も含む）、マイクロソフト、Aspyr、Amazon Games、CDE Entertainment。
日本語版のララの声優は、1作目が緒方恵美、2〜6作目は田中敦子、7〜9作目は本田貴子、リブート化された10作目以降は甲斐田裕子となっている。
なお、シリーズ初期作品の音楽を担当したのは当時Core Designのサウンドクリエーターで、現在はNujazzアーティスト「Atjazz」として活動するマーティン・アイブソンである。

## シリーズの変遷
1996年から1作目～3作目までは高い評価と売上を博し、アドベンチャーゲームとして高い評価を得た。
長年、大ヒットを記録し続けたトゥームレイダーだったが、1作目から5作目までのゲームシステムがほぼ同一のため、「マンネリ気味」などと言われるようになる。そのため6作目にあたる『トゥームレイダー 美しき逃亡者』で新しいストーリー展開を組み込み、この作品を起点として数作品にまたがるひとつの物語を作ろうと計画。低迷気味だった人気を再燃させようとする。
しかし、思うように開発が進まず、発売日の延期を余儀なくされるなどのトラブルが発生。ようやく発売されたが、ゲームの操作性が非常に悪く、中途半端なままで世に出されたため、世界的に酷評を受けてしまう。これ以降、トゥームレイダーはしばらく日の目を見ることがなくなる。『トゥームレイダー 美しき逃亡者』の後にSCEEが開発したアドベンチャーゲーム『Primal（SAINTS 聖なる魔物）』で、主人公ジェンが墓地で "R.I.P. Laura Cruft 2003（ラウラ・クラフト 安らかに眠る 2003年）"と刻まれた墓を壊すシーンがあるが、これはララ・クロフトの墓の事で、2003年に発売された『美しき逃亡者』の低迷をパロディ化したものである。
一時は、存続危機にまで陥ったトゥームレイダーシリーズだったが、脱却を図るために再構成を練ることになった。その結果『美しき逃亡者』のストーリー自体を封印し、2006年に新たな展開として『トゥームレイダー レジェンド』を発売。トゥームレイダーの生みの親でもあるトビー・ガードを再び製作チームに招き、ゲームシステムを一新した。難易度を下げることで、一般ユーザーからも支持を得ることに成功。欧米で高い売り上げを誇り、世界で450万本の大ヒットを記録する。
2007年にはトゥームレイダー生誕10周年を記念し、1作目の『トゥームレイダース』を『トゥームレイダー アニバーサリー』の名でフルリメイクし、日本では2008年3月27日に一般家庭用ゲーム機で発売された。
2008年には、『トゥームレイダー アンダーワールド』が発売され、世界で200万本超えの売り上げを記録している。
2013年にはサブタイトルを付けずにリブートした「トゥームレイダー」が発売され、映像クオリティーも大きく向上した結果、世界で1,100万本を超えるシリーズ最大の売り上げとなっている。
2024年に初期3部作をリマスターした『Tomb Raider I-III Remastered』がXboxとsteamで発売された。ゲームシステムや操作方法を改善し、日本語吹き替えはオリジナル版のものが使用されている。海外ではPS5、PS4、Switchでも発売された。
今後のシリーズ展開としては、シリーズ完全新作をCrystal Dynamicsが開発中。Amazon Gamesから発売予定であることが発表されている。また、Netflixでのアニメ作品「Tomb Raider: The Legend of Lara Croft」が2024年10月10日に配信された。

## 登場人物
ララ・クロフト
本作の主人公。若き女性でありながら、秘境を探検して財宝を発見するのが生業のトレジャーハンターである。女性特有の身軽さと天性の身体能力、生来の危機回避能力を活かして、秘境に隠された謎を解き明かしている。「考古学界の天才」という称賛もあるが、「墓荒らし」と揶揄する者もいる。身長180cm、59.7kg、血液型はAB型、スリーサイズは86-60-89。(改訂版では175cm、リブート版では168cm、体重とスリーサイズは非公開に変更されている)
原作の設定では1967年2月14日、イギリス・ウィンブルドンに生まれる。父は考古学者でもある貴族のリチャード・クロフト伯爵であり、恵まれた上流階級として生活を送っていた。9歳になったある日、乗っていた飛行機がヒマラヤに墜落し、10日間の遭難を経てたった一人で生還を果たす。同乗していた母アメリアは迷い込んだ遺跡で消息不明となっており、その後のララに冒険家の道を選択させる一因ともなった。
事故後はネパール・カトマンズで父と暮らす。16歳になったララは、父の手立てでヴァーナー・フォン・クロイ教授という著名な考古学者に師事し、アンコール・ワットの調査に同行して遺跡発掘のレクチャーを受けることになる。18歳の頃に敬愛していた父・クロフト伯爵を亡くし、莫大な遺産を相続したララは、本格的にトレジャーハンターとしての活動を開始することになる。
カナダ山中で伝説とされていた「雪男」を発見したことから冒険家としての名声を得たララは、それ以降も秘境探検を続けていき、数々の古代文明の秘密を解き明かしていく。

### ララの友人・協力者
ウィンストン
日本語版CV - 石井隆夫（5作目）
長年クロフト家に仕える執事。アイルランド出身。かつては軍人だったが20代後半で退役し、それ以来唯一の住み込み使用人としてクロフト邸に住み続けている。既婚者で妻がいたが、ララが生まれる前に死別している。
ララの身の回りの世話のみならず、執事としての務めを超えて彼女の特殊な生き様や冒険を陰から支え、その期待に応え続けている。ララとその両親、そしてクロフト家に対する揺るぎない忠誠心の持ち主である。
ヴァーナー・フォン・クロイ教授
日本語版CV - 阪脩
オーストリア出身の著名な考古学者。16歳のララをアンコール・ワットの調査に同行させ、彼女に遺跡発掘のノウハウを教え込んだ。

### 悪役
ジャクリーヌ・ナトラ
日本語版CV - 富沢美智恵（初代）
初代「トゥームレイダース」と、そのリメイク作である「アニバーサリー」、「アンダーワールド」に登場。
ナトラ・テクノロジー社の女社長。著名な冒険家であるララに秘宝「シオン」の探索を依頼する。しかしその実態はかつて存在した大陸「アトランティス」の三皇帝の一人であり、大陸への反逆行為を行ったことで他の二皇帝（ティホカン、クアロペック）によって封印されていた。
その後アトランティスは滅ぶが、数千年後の現代になって、ナトラが封印された地点のほど近くで核実験が行われ、封印が解けてしまう事態が発生。現代に甦ったナトラは「ナトラ・テクノロジー」社を創設し、ララに三皇帝の秘宝「シオン」を探させるも、本来の目的はアトランティスを滅ぼした「ある実験」を行うためであった。
ラーソン（初代のみ「ラーセン」）
日本語版CV - 高木渉（初代、5作目）
初代「トゥームレイダース」と5作目「クロニクル」、及び初代のリメイク作である「アニバーサリー」に登場。
アメリカ出身の傭兵でピエールの部下。ララとは長年のライバル関係だが、猿呼ばわりされたり、何も考えずにララを始末しようとしてピエールに窘められるなど、粗野な面が目立つ。
ピエール・デュポン
日本語版CV - 石井康嗣（初代、5作目）
初代「トゥームレイダース」と5作目「クロニクル」、及び初代のリメイク作である「アニバーサリー」に登場。
フランス出身。ララを「ミス・クロフト」と呼ぶなど、ラーソンとは異なり一見気品のある性格だが、感情が高ぶると荒々しい本性を剥き出しにする。ラーソンからは「ボス」と呼ばれ慕われている。

## シリーズ一覧
| 発売日     | 作品名                                         | 機種                                                | 舞台 | 備考 |
| ---------- | ---------------------------------------------- | --------------------------------------------------- | --- | --- |
| 1997年2月  | トゥームレイダー（トゥームレイダース）         | PC/Mac (PS/SS) iOS                                  | ペルー、ギリシャ、エジプト、アトランティス | |
| 1998年1月  | トゥームレイダー2                              | PC/Mac/PS/iOS                                       | 中国、ヴェネツィア、海上倉庫、沈没船、チベット、ララの家 | |
| 1999年3月  | トゥームレイダー3                              | PC/Mac/PS                                           | インド、ネバダ、南太平洋の島、ロンドン、南極大陸 | |
| 2000年6月  | Tomb Raider                                    | GBC                                                 | | 日本未発売 |
| 2000年7月  | トゥームレイダー4 ラストレベレーション         | PC/Mac/PS/DC                                        | カンボジア、エジプト各地 | |
| 2001年5月  | トゥームレイダー5 クロニクル                   | PC/Mac/PS                                           | ローマ、ロシア、アイルランド、マンハッタン | |
| 2001年6月  | Tomb Raider: Curse of the Sword                | GBC                                                 | | 日本未発売 |
| 2002年12月 | トゥームレイダープロフェシー                   | GBA                                                 | スウェーデン、カンボジア、イタリア、ルーマニア | |
| 2003年10月 | トゥームレイダー 美しき逃亡者                  | PC/Mac/PS2                                          | パリ、プラハ | |
| 2006年10月 | トゥームレイダー レジェンド                    | Xbox 360/PS2/PSP/PC Xbox/GC/NDS/GBA(海外版) PS4/PS5 | ボリビア、ペルー、東京都、ガーナ、カザフスタン、イギリス、ネパール | PS4とPS5版は2024年6月発売                                                                                                  |
| 2008年3月  | トゥームレイダー アニバーサリー                | Xbox 360/PS2/PSP/Wii PC/Mac(海外版)                 | ペルー、ギリシャ、エジプト、失われた島 | |
| 2008年11月 | トゥームレイダー アンダーワールド              | Xbox 360/PS3/PS2/Wii PC/DS(海外版)                  | 地中海、タイ、ララの家、メキシコ、ヤンマイエン島、アンダマン海、北極海 | |
| 2010年9月  | ララ・クロフト アンド ガーディアン オブ ライト | Xbox 360/PS3/PC                                     | アステカの遺跡（メキシコ） | スピンオフ |
| 2013年4月  | トゥームレイダー                               | Xbox 360/PS3/PC                                     | 邪馬台国 (絶海の孤島) | |
| 2014年12月 | ララ・クロフト アンド テンプル オブ オシリス   | Xbox One/PS4/PC                                     | オシリスの神殿（エジプト） | スピンオフ |
| 2015年5月  | Lara Croft: Relic Run                          | iOS/Android/Windows Phone 8（海外版）               | | スピンオフ 日本未配信 |
| 2015年8月  | Lara Croft GO                                  | iOS/Android/PC                                      | 太古の遺跡 | スピンオフ |
| 2015年11月 | ライズ オブ ザ トゥームレイダー                | Xbox one/Xbox 360 PS4/PC                            | シリア、キーテジ（ロシア） | |
| 2018年9月  | シャドウ オブ ザ トゥームレイダー              | PS4/Xbox one/PC                                     | コスメル、マヤ遺跡（メキシコ）、パイティティ（ペルーのジャングル） | |
| 2023年2月  | トゥームレイダー リローデッド                  | iOS/Android                                         | ペルー など | 広告が表示されないNetflix Games版も配信                                                                                    |
| 2024年2月  | トゥームレイダー I-III リマスター              | Xbox Series X\|S/PC PS4/PS5/Switch                  | トゥームレイダース（アンフィニッシュド・ビジネス）、トゥームレイダー2（ゴールデン・マスク）、トゥームレイダー3（ロストアーティファクト）のリマスター作品のため、舞台はオリジナル版に準ずる。 | steam版はローンチから日本語に対応。Xbox版は3月14日から日本語に対応。PS4/PS5/Switch版は11月28日にパッケージ版が日本で発売。 |
| TBA        | トゥームレイダー最新作                         | 未発表                                              | | 2022年12月に開発中であることが発表                                                                                         |
|            |                                                |                                                     | | |

### 第1シリーズ
トゥームレイダー（トゥームレイダース）
- PC/Mac (PS/SS) iOS

多様で奥深い操作性、画期的なグラフィック、好奇心をそそるゲーム設定、プレイヤーの緊張感を保つために敵とのバトルをバランスよく織り込んだことなどが評価を受け、世界中で大ヒットを記録した。日本語版のタイトルは本作のみ「トゥームレイダース」とされ、ララ・クラフトの名前も本作と次作のみ「レイラ・クロフト」とされている。全世界で200万以上のセールスを記録した隠れたビッグタイトルと呼ばれている。
ナトラ・テクノロジー社の女社長、ジャクリーヌ・ナトラから、「シオン」と呼ばれるアーティファクトの探索を依頼される所からストーリーが始まる。舞台はペルー、ギリシャ、エジプト、アトランティスの4つのエリアに分かれている。3つの大きな遺跡は三大古代文明がイメージされている。遺跡内部の構造や装飾などは異なっており、仮想のダンジョンとなっている。
PS版発売時、ゲーム内に隠された「七色の秘宝」を探し出すとプレゼントが抽選で当たるキャンペーンが実施された。
ストーリー
ある日、大企業ナトラ・テクノロジー社の社長から、インカの遺跡に眠る秘宝を探してほしいという依頼が舞い込む。苦労の末、遺跡の奥で秘宝を発見したレイラに、依頼主であるはずのナトラの部下、ラーセンが突然襲いかかる。返り討ちにしたラーセンの口から、秘宝はほかにも2つ存在することを知らされる。
登場人物
- レイラ（ララ）・クロフト / 声 - 緒方恵美

1970年2月14日。英国ウィンブルドンで、ヘンシングリー・クロフト卿の娘として生まれ、幼い頃より貴族として暮らす。大学卒業後には莫大な財産と地位を与えられるはずだったが、旅行から帰る途中に人生の岐路が訪れる。飛行機事故にまきこまれヒマラヤの山奥に一人で投げ出される。厳しい数週間を一人で切り抜けたレイラは「危険に満ちた冒険こそ、自分にふさわしい」事に気づく。その道を選んだレイラは親から勘当されるが、収入の減少したレイラは自分の経験したことを記録に残したり、趣味の古代遺跡巡りを通して生計を立てている。運動神経は抜群で拳銃の扱いも熟知しており、彼女は短期間のうちに世界で名の通った人物となる。
- ジャクリーヌ・ナトラ / 声 - 富沢美智恵

ナトラ・テクノロジー社のオーナーで冒険の依頼主。
- ラーセン（ラーソン）・コンウェイ / 声 - 高木渉

テキサス人。ナトラの手下の一人。レイラにナトラを紹介する。口は達者だが臆病者。
- ピエール・デュポン / 声 - 石井康嗣

ナトラの手下の一人。フランス出身のエセ考古学者。
- バルディ / 声 - 笹原大

黒人の大男。ショットガンを使う。
- カウボーイ / 声 - 上田祐司

カウボーイ風の男。マグナムを使う。
- スケートキッド / 声 - 岡野浩介

スケートボード乗り。ウージーを使う。
トゥームレイダー Unfinished Business / GOLD：Shadow of the Cat(北米版タイトル)
- PC/Mac（海外でのみ発売）/iOS（同梱）

トゥームレイダー2
- PC/Mac/PS/iOS

1997年発売。シリーズ2作目。前作の続編を描いたアドベンチャーゲーム。日本語版は1998年1月22日発売 伝説の秘宝たる『サイアン』という名の短剣を中心に物語が展開してゆく。
前作に比してのグラフィックの驚異的な進歩―特に光の表現の進歩が認められたほか、「よじ登り」という動作が新たに追加された。建物には銃撃などで壊して進むガラス窓が存在する。暗い所ではトーチを使い明かりを灯したり穴の中に投げ込み底を確認したりする事も可能。乗り物を使用するステージも追加された。
前作は遺跡や洞窟など密閉された空間が主な舞台であったが、本作では欧州の街、基地風の近代施設、海底、雪山など屋外の空間が新たにステージに加えられた。実在の場所としては、中国の万里の長城、ベニス、チベットなど。シリーズで初めて鮫や虎が登場した作品である。前作では、ステージ内を隈なく探索し、隠しアイテムを収集することも楽しみの一つだった。本作では、こういった探索要素も強化されており、各ステージには隠し通路の先に、モンスターが隠れている。
登場人物
- レイラ（ララ）・クロフト / 声 - 田中敦子

主人公。ウィンブルドン生まれの冒険家。
- ジャンニ・バルトーリ

イタリア人。かつて短剣を手に入れるべくチベット僧たちと戦ったが、船もろとも海底に沈められた。
- マルコ・バルトーリ

ジャンニの息子で、カルト教団の教祖。信者たちを使い短剣を手に入れようと暗躍する。
- チャン

チベット僧。バルトーリに捕らえられてしまう。
- ウィンストン・スミス

レイラ（ララ）の家に仕える執事。
声の出演：小形満、坂東尚樹、大川透、麻生智久
トゥームレイダー2 GOLD：ゴールデンマスク
- PC/Mac/iOS（同梱）

トゥームレイダー3 ADVENTURES OF LARA CROFT
- PC/Mac/PS

3作目。グラフィックがさらに向上し、作品中にはジャングル、極寒の地、砂漠、市街地のような近代的な場所を探索するなど、一味違ったステージを探索できる。映画の事情から、この作品以降の主人公名はレイラではなくララ・クロフトに統一される。
1つ目の秘宝（アーティファクト）の発見後に出会ったウィラード博士の依頼により、アーティファクトを集めるためインド、ロンドン、ネバダ、南太平洋、アンタルクティック島の各地を駆け巡ることになる。従来のアクションも動きが細かく改良が加えられて健在であり、「ほふく前進」「モンキースウィング」などの新アクションが追加されている。
PS版は2枚組みで、オリジナルの海外版の内容が収録されている（規格が2枚組みで他作品と違うため、廉価版が出ていない）。
トゥームレイダー3 GOLD：ロストアーティファクト
- PC/Mac

ウィラード博士の遺品から、隠された5つ目のアーティファクトの存在が判明する。
登場人物
- ララ・クロフト / 声 - 田中敦子

主人公。ウィンブルドン生まれの冒険家。
- マーク・ウィラード / 声 - 宮本充

科学調査会社「RX Tech」所属の科学者。
- ソフィア・リー

化粧品会社の女性社長。
- ボブ

仮面を被った男。
- ピュナ

部族の族長。
- トニー、ランディ、ロリー

科学調査会社「RX Tech」の遺跡調査員たち。
- 負傷した兵士 / 声 - 秋元羊介

オーストラリア軍の兵士。
- ウィンストン・スミス

ララの家に仕える執事。
- スティーブン、ポール、スマイス、ジョンソン、ヘンダーソン

ビーグル号の船員たち。過去に南極大陸に上陸し、隕石から作られた秘宝を持ち帰った。生還したのはスティーブンのみである。
トゥームレイダー4：ラストレベレーション
- PC/Mac/PS/DC

4作目。1作目以来のエジプトが舞台。16歳のララが登場する。歴代の作品とは違い、エジプト国内のみでストーリーが進んで行く。王家の谷などが登場。この作品で、ララの運命を変えることになった事件の詳細が明かされる。
ズームアップにより遠く離れた場所を観察する「双眼鏡」。天井の特定の場所につかまり、ぶら下がったまま移動する「モンキースイング」。ぶら下がっているロープにつかまり、登ったり降りたりすることのほかロープにぶら下がったまま振り子のように体を振って、周囲の足場に飛び移る「ロープアクション」が追加されている。遺跡の中には、スイッチを操作すると動き出す足場や、一定条件で開く扉などの仕掛けも多く用意されている。
登場人物
- ララ・クロフト / 声 - 田中敦子

主人公。ゲーム序盤はララが16歳だった頃が舞台となっている。
- ヴァーナー・フォン・クロイ / 声 - 阪脩

オーストリア出身の著名な考古学者。ララの師匠だったが、ある事件を機に反目し合うようになる。
- ジャン・イヴ

フランス出身の考古学者。エジプトでララをサポートする。
Tomb Raider：STARRING LARA CROFT
- GBC（海外版）

トゥームレイダー5：クロニクル
- PC/Mac/PS

5作目。これまでのララの軌跡をたどるという構成で、ララの友人たちが語る思い出話をもとに歴代作品の間に起こったララの活躍を振り返る。冒険談は全4話で構成されている。
ララのパートナーとなる人物が初めて登場する。時計メーカーのタイメックスが製作に協力している。
登場人物
- ララ・クロフト / 声 - 田中敦子

主人公。今作ではエジプトで遺跡の崩壊に巻き込まれてから行方不明となっており、死亡したものと推定されている。前作のチュートリアルステージにも登場した16歳時代のララが幽霊島に上陸する。初めて冒険へと出発する。
- ヴァーナー・フォン・クロイ / 声 - 阪脩

オーストリア出身の著名な考古学者。エジプトで行方不明となったララの捜索を続けている。
- ピエール・デュポン / 声 - 石井康嗣

1作目にも登場した、フランス出身のエセ考古学者。
- ラーソン・コンウェイ / 声 - 高木渉

ピエールの部下。1作目より登場。
- セルゲイ・ミハイロフ

マフィア。他人を犠牲にしてでも、欲しいものを手に入れようとする。秘宝を探すべく、ロシア海軍を買収する。
- イゴール・ヤロフェフ

ロシア海軍大将。Uボートの艦長だが、セルゲイの贈賄により指揮権を乗っ取られる。
- ジップ / 声 - 高木渉

ララをサポートする黒人ハッカー。
- チャールズ・ケイン / 声 - 仲野裕

幼少期からララを知る友人。物語の語り部の一人。
- ダンスタン神父

幼少期からララを知る友人。物語の語り部の一人。
- ウィンストン・スミス / 声 - 石井隆夫

ララの家に仕える執事。物語の語り部の一人。
Tomb Raider：Curse of the Sword
- GBC（海外版）

トゥームレイダー：プロフェシー
- GBA

トゥームレイダー：美しき逃亡者
- PC/Mac/PS2

6作目。ララがある事件の容疑者となり、無実を証明するため、追っ手を避けながら事件の真相を探ることとなる。
グラフィックの飛躍的向上をはじめ、敵に気付かれないように移動するステルスモードの追加、謎解きを中心とした情報収集、ララ以外を操作するなど、今までのシリーズとは違うシステムを導入した新生トゥームレイダーとして開発された。
特定の仕掛けを解除したりすることで、彼女にパワーがつく事がある。これによって開かなかった扉が開くようになったり、仕掛けが動かせるようになるなど移動範囲が広がるようになる。
しかし、ゲームシステム上に多くの問題を抱えていたため、世界的に酷評を受ける結果となった。「レジェンド」が発表された際、今作のストーリーや登場人物自体が封印されることになった。
登場人物
- ララ・クロフト / 声 - 田中敦子

主人公。ウィンブルドン生まれの冒険家。恩師であったヴァーナー・フォン・クロイが殺された時に現場に居合わせたことで、フォン・クロイ殺害の罪を着せられ容疑者としてパリ警察から指名手配される。
- ヴァーナー・フォン・クロイ / 声 - 阪脩

オーストリア出身の著名な考古学者。ララに遺跡探検の基礎を教えた師匠にしてライバル。何者かによって殺害される。
- カーティス・トレント / 声 - 森川智之

ラクス・ヴェリタティスに所属している。鍛練された体術と、透視や念動などの特殊なアクションを持っている。
- ルイ・ブシャード

表の顔はパリの裏通りにあるナイトクラブ、ル・セポーン・ルージュ(赤いヘビ)のオーナーだが、その正体はパリ暗黒術を取り仕切る男。
- マーガレット・カーヴィエル

ルーブル美術館で中世ルネサンス期の研究をしている歴史家。フォン・クロイの同僚にして友人でもある。
- ピーター・ヴァン・エックハート

秘密組織・カバルのリーダー。フォン・クロイに"オブスキュラの絵画"の調査を依頼していた。パリで発生した連続殺人事件への関与を疑われている。
- ヨアキム・カレル

秘密組織・カバルのメンバーでエックハートの側近。
- クリスティーナ・ボアズ

秘密組織・カバルのメンバーで生物化学の研究者。しかし成果はほとんど得られておらず、組織内でも立場が危うくなっている。
- グラント・ミラー / 声 - 石井隆夫

秘密組織・カバルのメンバーで薬物の研究者。ストラホフの要塞にある生物化学研究所の所長でもある。世界的に著名な薬物学者だったが、いまは世界から隠れるようにカバルの中で研究を続けている。

### 第2シリーズ
トゥームレイダー：レジェンド
- Xbox 360/PS2/PSP/PC
- Xbox/GC/NDS/GBA（海外版）

7作目。「美しき逃亡者」が酷評を受けたため、復活を図るために作られた新生トゥームレイダー。「原点復帰」を目的とし、操作性が見直され、英国では大ヒットを記録した。
ララが自分自身の過去と向き合っていく内容となっていて、幼少時代の飛行機墜落事故の真相を知ることができる。
日本ステージも用意されている。ストーリーはアーサー王の剣エクスカリバーをさがす。
トゥームレイダー：アニバーサリー
- Xbox 360/PS2/PSP/Wii/PC
- Mac（海外版）

8作目。トゥームレイダー誕生10周年を記念し、1作目をレジェンドのエンジンでフルリメイク。オリジナル版とは異なり「まだ人を撃ったことがない」ことや、「まだ冒険者として成熟していない」など、ララに対する設定が新たに追加されている。これらの設定の意味合いは大きく、物語が進むにつれてララが成長していく様子が垣間見ることが出来るよう変更がされた。
トビー曰く、「最近のゲームは意味もない人殺しが多すぎる」という近年のゲームに対しての意見もあったことにより、人間の敵を極力減らし、動物の敵をメインに制作したという。また、動物を撃っても気持ちが落ち込まないように動物の顔を凶悪に作ったとこのゲームのおまけであるコメンタリーで語っている。
Core Designが2005年に「美しき逃亡者」の失敗の後、1作目をリメイクしたPSP及びPS2、PC向けの作品として「Tomb Raider Anniversary Edition」を発表して開発していた。2006年リリースを予定していたが、最終的に開発はキャンセルされた。ニュースサイト「AUTOMATON」のYuki Kurosawa によると、開発が始まってまもなく、『トゥームレイダー：レジェンド』の開発元であるクリスタル・ダイナミクスがPSP版のデモを公開したがきっかけで同社が『トゥームレイダー：アニバーサリー』を作ることとなり、「Tomb Raider Anniversary Edition」はお蔵入りになったという。なお、「Tomb Raider Anniversary Edition」のアルファ版プロトタイプは2021年にInternet Archiveに投稿されている。また、Kurosawaによると、プロトタイプの中には「ケイジ」というインディ・ジョーンズに似たキャララクターのデータが残っており、お蔵入りとなった後に映画『ナショナル・トレジャー』のキャラクターゲームにしようとしたのではないかと指摘されている。
※なお、アニバーサリーは欧米ではレジェンドのDLCとしても発売されている（日本では未実装）。
トゥームレイダー：アンダーワールド
- Xbox 360/PS3/PS2/Wii/PC
- DS（海外版）

9作目。ストーリーとしては、前々作のレジェンドのその後の物語となる。他の作品に比べ伝説や神話上の話が多く、出現する敵も動物から怪物まで多彩。ストーリーは、北欧神話の神トールのハンマーミョルニルを手にいれるため、ヤールングレイプルやメギンギョルズを探す冒険にでる。テクノロジーはフルモーションキャプチャーを採用し、ララの動きがより人間的になり、アクションの迫力が圧倒的に向上した。Xbox 360版のみ、追加ステージやコスチュームなどのダウンロードコンテンツが配信されている。
ララ・クロフト アンド ガーディアン オブ ライト
- Xbox 360/PS3/PC

スピンオフとして開発された新作。シリーズ初の試みとしてクォータービュー＆マルチプレイを採用している。
Xbox 360版ではXbox LIVEアーケードタイトルとして2010年8月18日より、PS3/PC版では2010年9月28日より配信中。なお、Xbox 360版では2010年10月27日のアップデートによりオンラインCO-OPに対応した。
Tomb Raider Trilogy
- PS3 北米11年3月22日に発売

3作品が1枚のブルーレイディスクに収録。3作ともトロフィーに対応し、LegendおよびAnniversaryのグラフィックスはHD化。また、アンロック要素としてPlayStation Homeで使用できる男性用・女性用アバターも収録。

### 第3シリーズ
トゥームレイダーとして、過去のストーリーや設定などに縛られることのない再始動（リブート）を表明しており、グラフィック的にも格段の進化を遂げている。ララの容姿もよりリアルになり、アメリカ出身のモデルMegan Farquhar（メーガン・ファルカー）をモデルとしたデザインに変更された。
トゥームレイダー
- Xbox 360/PS3/PC

2013年4月発売
トゥームレイダーシリーズの10作目。21歳の若き頃のララが古代日本の邪馬台国の遺跡を舞台に初めてのサバイバルを経験する。
トゥームレイダーとしての再始動（リブート）を目的としており、あえてタイトルに副題やナンバリングはつけられていない。クリスタル・ダイナミクス代表のダレル・ギャラガーは、「あなたが知っているトゥームレイダーは忘れてください。我々はシリーズでこれまで行われなかったことを探し求めています」と語っている。
今作ではララのモーションとボイスアクターはイギリス出身の女優Camilla Luddington（カミラ・ルディントン)が担当。今作から日本語版声優は、甲斐田裕子が担当する。
オープンワールドを採用し、視界に入る場所に実際に行くことが可能となっている。リブートは成功しシリーズ最大のヒット作となった。
トゥームレイダー ディフィニティブエディション
- PS4/Xbox One

日本では2014年2月22日にPS4版はPS4と同時発売。Xbox One版は2014年9月4日にXbox Oneと同時発売。
2013年版トゥームレイダーの完全版。PS3版、360版から画質が向上し、ダウンロードコンテンツも最初から収録されている。
ライズ オブ ザ トゥームレイダー
- Xbox One/Xbox 360/PS4/PC

Xbox One、Xbox 360は2015年11月10日発売。PS4版は2016年10月発売。『トゥームレイダー』に続くリブート第2作。本作では伝説の都市キーテジを探す。
シャドウ オブ ザ トゥームレイダー
- PS4/Xbox One/PC

2018年9月14日発売。『トゥームレイダー』、『ライズ オブ ザ トゥーム レイダー』に続くリブート第3作。ペルーにあるとされる伝説の都市『パイティティ』を舞台に、ララとトリニティの最後の戦いが描かれる。

## ララの家
主人公ララの屋敷（「ララの家」(Lara's Home)）では、操作方法をボイスで指導するジムやプールがある。また、いくつかの「仕掛け」もある。4、5、6作にはララの家はない。
トゥームレイダース
屋敷のホールに積み下ろしの木箱が置いてある。移動できるのは室内のみ。トレーニングジムで操作方法を一通り学ぶことができる。
トゥームレイダー2
執事、庭が追加され、室外に出ることができる。室内も寝室、キッチン、シャワールームなどが追加され、移動できる範囲が増えた。外のアスレチックで各種操作を学ぶことができ、1作目のトレーニングジムは大ホールになっている。庭に迷路が設置されており、謎を解くことで地下金庫へ行くことが出来る。
トゥームレイダー3
基本的な内容は2作目の家と変わらないが、2作目で大ホールになったジムが復活。拳銃を手に入れることができ、射撃の的と執事を撃てる（執事は無敵）。2作目で迷路だった場所は4輪バギーの練習場に変化し、地下金庫は大水槽へ変化。歴代のアーティファクトを飾る部屋が追加された。この部屋では、1作目の「シオン」や2作目の「サイアンの短剣」などが飾られており、当時は未登場のアーティファクトもあった。その中のひとつは5作目に登場する。
トゥームレイダー レジェンド
「ララの家」が復活。移動できるのは室内のみ（渡り廊下は除く）。コスチュームチェンジができるクローゼットなどが用意されており、衣装を変更することができる。3作目までに登場した家とは内装が異なっており、ガラス張りで仕切られた空間にコンピューターが並べられた部屋がある。
トゥームレイダー アニバーサリー
内装はトゥームレイダースで使用されていた家とは異なり、レジェンドとほぼ同様の内装になっている。レジェンドで使用できたトレーニングジムやプールはリフォーム中という設定。庭が追加され外に出られるようになった。内装はレジェンドと同じものだが、ミュージックルームなどが室内に追加されている。庭には迷路がある。
トゥームレイダー アンダーワールド
ステージの1つとして登場する。

## 映像化作品

### 映画
『トゥームレイダー』（2001年）
演 - アンジェリーナ・ジョリー、監督 - サイモン・ウェスト
第1シリーズの実写映画化作品。
『トゥームレイダー2』（2003年）
演 - アンジェリーナ・ジョリー、監督 - ヤン・デ・ボン
上記作品の続編。
3作目のトゥームレイダー（キャンセル）
アンジェリーナ・ジョリー主演の実写版トゥームレイダー3作目が企画されていた。ジョリーもそれに向けたトレーニングに取り組んでいると報道されたが、製作には至らなかった。

#### 本シリーズのリブート
『トゥームレイダー ファースト・ミッション』（2018年）
演 - アリシア・ヴィキャンデル、監督 - ローアル・ユートハウグ
2013年リブート版シリーズ第一作目の実写映画化作品。
『Tomb Raider: Obsidian』（キャンセル）
演 - アリシア・ヴィキャンデル、監督 - ミシャ・グリーン
2021年5月、脚本の初稿が完成したと報じられた。しかし、2022年にMGMが映画化権を失い、ヴィキャンデルも企画を離れた。

### ドラマ
トゥームレイダーの実写版ドラマシリーズの制作が決定している。制作会社はAmazon MGM StudiosとCrystal Dynamicsが担当。製作総指揮はフィービー・ウォーラー＝ブリッジ、ジェニー・ロビンス、ドミトリ・M・ジョンソン、マイケル・シャイールが務める予定。

### Webアニメ
『トゥームレイダー：レジェンド・オブ・ララ・クロフト』
本作のアニメ版が2024年10月10日よりNetflixにて全世界独占配信された。ゲーム版リブート3部作のその後のストーリーを描く。
製作総指揮はターシャ・フオ、ドミトリ・M・ジョンソン、ジェイコブ・ロビンソン、ハワード・ブリス。脚本はターシャ・フオ。
2024年10月26日、本作のシーズン2が制作される事が発表された。
キャスト
- ララ・クロフト - 甲斐田裕子
- デヴェロー - 宮内敦士
- ジョナ - 宮田哲朗
- ジップ - 吉野裕行
- カミラ - 園崎未恵
- ロス - 郷田ほづみ
- リチャード・クロフト - 井上和彦